# La Métaphore vive
La Métaphore vive est un essai du philosophe français Paul Ricœur publié en 1975. Ricœur étudie la fonction poétique de la langue et plus précisément le concept de trope qui est analysé sous l'angle linguistique, poétique et philosophique, à travers la figure de style de la métaphore, qui est pour lui un procédé cognitif original et possédant sa propre valeur heuristique . Ricœur y examine la « vérité métaphorique ».

## Édition
- Paul Ricœur, La Métaphore vive, Paris, Le Seuil, coll. « Points », 1997 (1re éd. 1975) (ISBN 978-2-02-031470-1)